# Beresna
Beresna (ukrainisch und russisch Березна) ist eine Siedlung städtischen Typs im Zentrum der ukrainischen Oblast Tschernihiw mit etwa 4500 Einwohnern (2019).

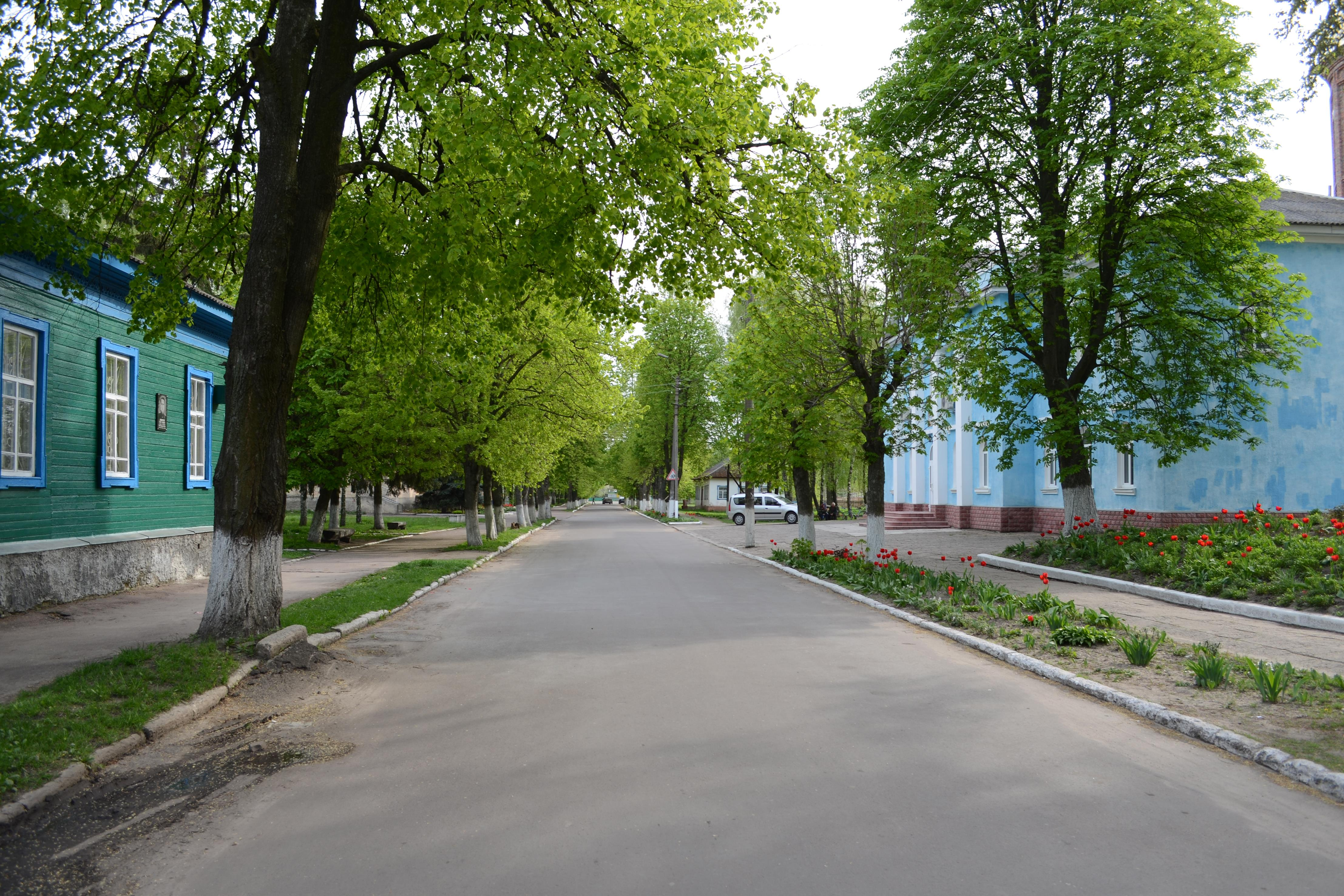
Straße in Beresna

Die im Jahr 1152 gegründete Ortschaft besitzt seit 1924 den Status einer Siedlung städtischen Typs.

## Geographie
Beresna liegt an der Regionalstraße P–12 im Rajon Tschernihiw 39 km östlich vom Oblastzentrum Tschernihiw und 33 km westlich vom ehemaligen Rajonzentrum Mena.

## Verwaltungsgliederung
Am 12. Juni 2020 wurde die Siedlung zum Zentrum der neugegründeten Siedlungsgemeinde Beresna (Березнянська селищна громада/Beresnjanska selyschtschna hromada). Zu dieser zählen auch die 15 in der untenstehenden Tabelle aufgelisteten Dörfer sowie die Ansiedlung Domnyzja, bis dahin bildete sie die gleichnamige Siedlungsratsgemeinde Beresna (Березнянська селищна рада/Beresnjanska selyschtschna rada) im Westen des Rajons Mena.
Am 17. Juli 2020 kam es im Zuge einer großen Rajonsreform zum Anschluss des Rajonsgebietes an den Rajon Tschernihiw.
Folgende Orte sind neben dem Hauptort Beresna Teil der Gemeinde:
| Name                                   | Name                      | Name                                                          |
| ukrainisch transkribiert               | ukrainisch                | russisch                                                      |
| -------------------------------------- | ------------------------- | ------------------------------------------------------------- |
| Bihatsch                               | Бігач                     | Бегач (Begatsch)                                              |
| Domnyzja                               | Домниця                   | Домница (Domniza)                                             |
| Horyzja                                | Гориця                    | Горица (Goriza)                                               |
| Hreblja                                | Гребля                    | Гребля (Greblja)                                              |
| Hussawka                               | Гусавка                   | Гусавка (Gussawka)                                            |
| Jaskowe                                | Яськове                   | Яськово (Jaskowo)                                             |
| Kamjanka                               | Кам’янка                  | Каменка (Kamenka)                                             |
| Klymentyniwka                          | Климентинівка             | Климентиновка (Klimentinowka)                                 |
| Loknyste                               | Локнисте                  | Локнистое (Loknistoje)                                        |
| Luhowe                                 | Лугове                    | Луговое (Lugowoje)                                            |
| Moschtschne                            | Мощне                     | Мощное (Moschtschnoje)                                        |
| Muriwka                                | Мурівка                   | Муровка (Murowka)                                             |
| Mykolajiwka                            | Миколаївка                | Николаевка (Nikolajewka)                                      |
| Podyn                                  | Подин                     | Подин (Podin)                                                 |
| Sachniwka                              | Сахнівка                  | Сахновка (Sachnowka)                                          |
| Swjati Hory (bis 2016 Tscherwoni Gory) | Святі Гори (Червоні Гори) | Святые Горы (Swjatyje Gory)/Червоные Горы (Tscherwonyje Gory) |

## Söhne und Töchter der Stadt
- Hryhorij Werowka (1895–1964), ukrainischer Komponist, Chorleiter und Professor